# Vladimir Andreev (cestista)
Vladimir Georgievič Andreev (in russo Владимир Георгиевич Андреев?; Astrachan', 14 giugno 1945) è un ex cestista sovietico.

## Carriera
Con l'Unione Sovietica ha disputato i Giochi olimpici di Città del Messico 1968, due edizioni dei Campionati mondiali (1967, 1970) e tre dei Campionati europei (1967, 1969, 1971).

## Palmarès
- Campionato sovietico: 5

CSKA Mosca: 1968-69, 1969-70, 1970-71, 1971-72, 1972-73
- Coppa dei Campioni: 2

CSKA Mosca: 1968-69, 1970-71